# Proščanie s Peterburgom
Proščanie s Peterburgom (Прощание с Петербургом) è un film del 1971 diretto da Jan Borisovič Frid.